# دریاچه سوخودولسکویه
دریاچه سوخودولسکویه (انگلیسی: Lake Sukhodolskoye) یک دریاچه در استان لنینگراد کشور روسیه است.